# استان بنزرت
استان بنزرت (به عربی: ولایة بنزرت) یکی از بیست و چهار استان‌های تونس است.

## خصوصیات
استان بنزرت ۳٬۶۸۵ کیلومترمربع مساحت و ۵۶۸٬۲۱۹ نفر جمعیت دارد.